# Acer caudatum
Acer caudatum là một loài thực vật có hoa trong họ Bồ hòn. Loài này được Wall. mô tả khoa học đầu tiên năm 1830.
Đây là một loài phong châu Á. Loài này được tìm thấy ở dãy Himalaya (Tây Tạng, Nepal, miền bắc và đông bắc Ấn Độ, Myanmar) vùng núi phía tây nam Trung Quốc (Cam Túc, Hà Nam, Hồ Bắc, Ninh Hạ, Thiểm Tây, Tứ Xuyên, Vân Nam), cộng với Nhật Bản, Hàn Quốc và miền đông nước Nga.
Acer caudatum là một cây rụng lá cao tới 10 mét. Lá dài tới 12 cm, mỏng và nhú, mặt trên màu lục sẫm, mặt dưới màu lục nhạt hơn, thường có 5 thùy nhưng đôi khi 7. 